# Lauzès
Lauzès è un comune francese di 172 abitanti situato nel dipartimento del Lot nella regione dell'Occitania.

## Storia

### Simboli
Lo stemma è stato adottato nel 1956.

## Società

### Evoluzione demografica
Abitanti censiti